# Handbalclub Pentagoon Kortessem
Handbalclub Pentagoon Kortessem is een Belgische handbalclub uit Kortessem, nabij Hasselt.

## Historiek
De club werd opgericht in 1978 met stamnummer 349.
In het seizoen 2015-'16 bereikte de damesclub de kwartfinales van de Beker van België.

## Bekende (ex-)spelers
- Kristien Leonaers
- Evy Machiels
- Sofie Nouwen
- Marijn Peters
- Gitte Slingers